# Sonate K. 236
La sonate K. 236 (F.184/L.161) en ré majeur est une œuvre pour clavier du compositeur italien Domenico Scarlatti.

## Présentation
La sonate K. 236, en ré majeur, est notée Allegro. Dans sa seconde partie, Scarlatti fait usage d'un procédé d'effet d'interruption qui semble inexplicable : après une quinzaine de mesures de doubles croches, tout s’interrompt brusquement, comme si une ancienne sonate aux allures de toccata avait été employée, mais poursuivie avec d'autres idées (même si des éléments de style de toccata apparaissent également aux mesures 30 à 40). Aux mesures 57–59 apparaissent des motifs dansants et une séquence mélodique nouvelle. Pour d'autres exemples d'interruption, voir les sonates, toutes en ré majeur, K. 282, 414 et 511.

## Manuscrits
Le manuscrit principal est le premier numéro du volume IV de Venise (1753), copié pour Maria Barbara ; les autres sont Parme VI 3, Münster III 26 et Vienne E 24.

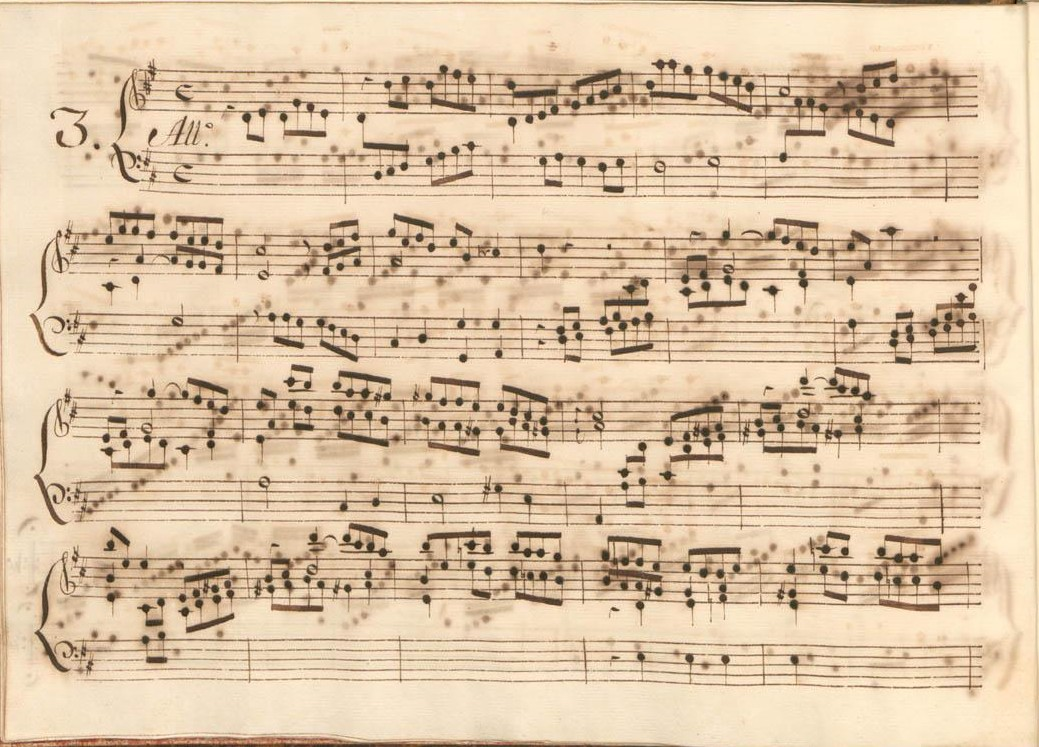
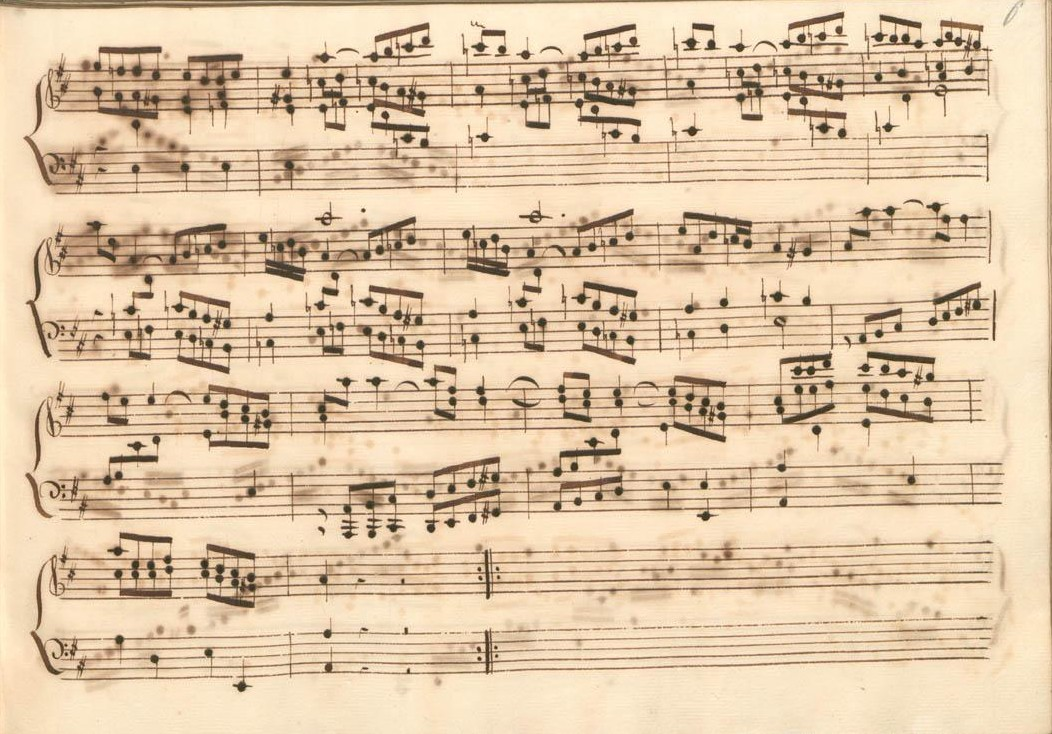
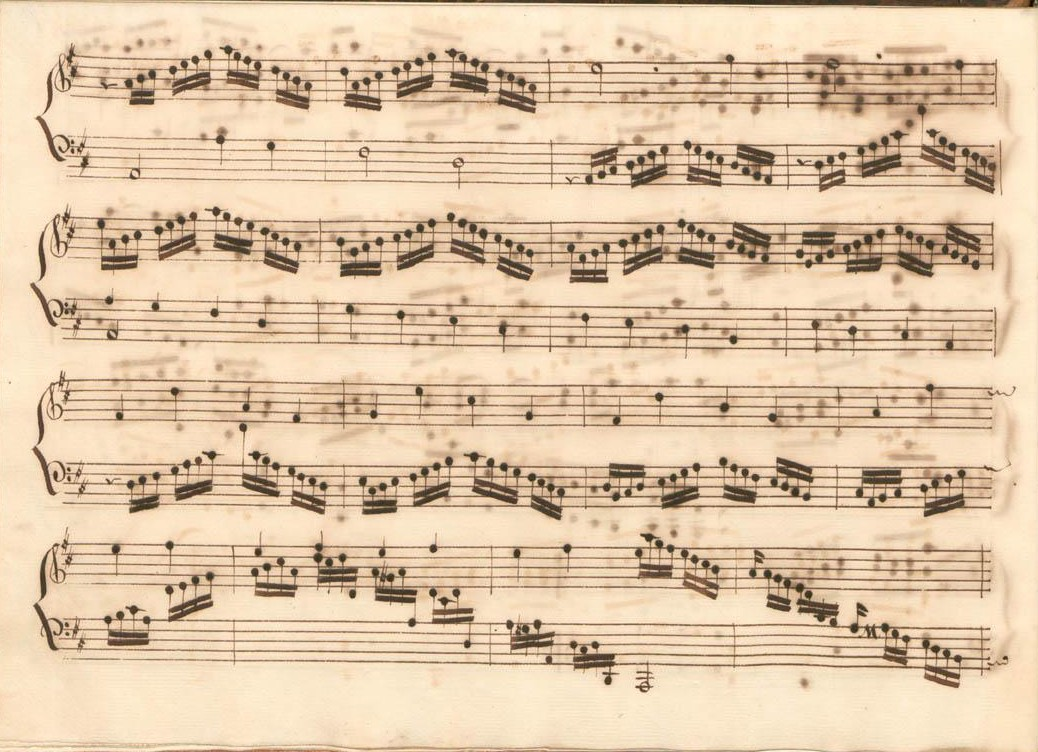
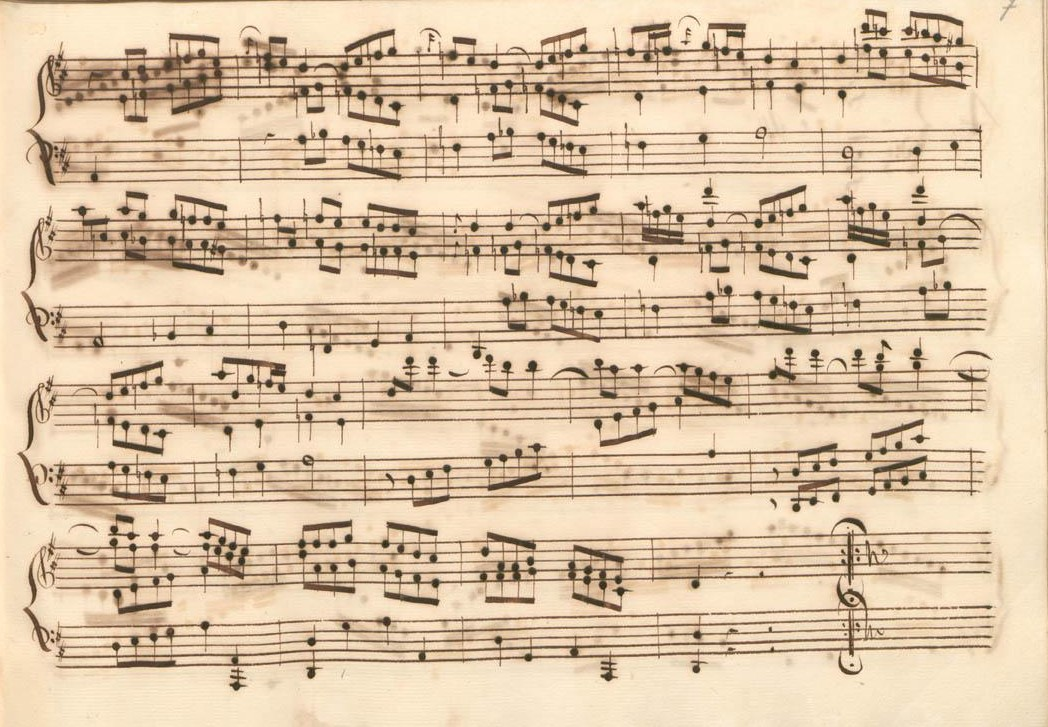

## Interprètes
La sonate K. 236 est défendue au piano notamment par Carlo Grante (2012, Music & Arts, vol. 2) ; au clavecin par Scott Ross (1985, Erato), Richard Lester (2002, Nimbus, vol. 2) et Pieter-Jan Belder (Brilliant Classics, vol. 6).

## Sources
: document utilisé comme source pour la rédaction de cet article.
- Ralph Kirkpatrick (trad. de l'anglais par Dennis Collins), Domenico Scarlatti, Paris, Lattès, coll. « Musique et Musiciens », 1982 (1re éd. 1953 (en)), 493 p. (ISBN 978-2-7096-0118-4, OCLC 954954205, BNF 34689181).
- Alain de Chambure, « Domenico Scarlatti : Intégrale des sonates — Scott Ross », Erato (2564-62092-2), 1985 (OCLC 891183737) .
- (en) W. Dean Sutcliffe, The Keyboard Sonatas of Domenico Scarlatti and Eighteenth-Century Musical Style, Cambridge / New York, Cambridge University Press, 2008, xi-400 (ISBN 978-0-521-07122-2, OCLC 1005658462, BNF 42017486).